# Alexandra Adler
Alexandra Adler (24. září 1901 Vídeň – 4. ledna 2001 New York) byla rakouská neuroložka, dcera zakladatele individuální psychologie Alfreda Adlera. Její výzkum přispěl nejen k celkovému pochopení duševních poruch a jejich léčby, ale také k pochopení sociálních souvislostí, které přispívají k prožívání duševních potíží. Byla odbornicí na schizofrenii, průkopnicí ve studiu posttraumatické stresové poruchy a jednou z prvních neuroložek na lékařské fakultě Harvardovy univerzity. Patřila k předním interpretům teorie svého otce a publikovala řadu prací pojednávajících o individuální psychologii.

## Biografie
Alexandra Adler se narodila 24. září 1901 ve Vídni jako druhé ze čtyř dětí Alfreda Adlera, zakladatele individuální psychologie, a jeho ruské manželky Raisy Timofejevny Epstein, dcery židovského obchodníka. Její sestrou byla socialistická aktivistka Valentine Adler.
V roce 1926 dokončila studium medicíny na Vídeňské univerzitě a poté se specializovala na psychiatrii v Neuropsychiatrické nemocnici Vídeňské univerzity a později zde vedla neurologické oddělení pro ženy. Byla jednou z prvních žen, které se věnovaly neurologii jak v rodném Rakousku, tak později v Americe. V roce 1934 vedla ve Vídni poradnu pro děti, dokud ji fašistický rakouský kancléř Dollfuss nezrušil.
Po nástupu nacismu emigrovala v roce 1935 do Spojených států amerických, kde působila jako neuroložka na lékařské fakultě Harvardovy univerzity a v témže roce založila časopis Journal of Psychology. V roce 1938 se stala lékařskou ředitelkou kliniky Alfreda Adlera, pojmenované po jejím otci. V roce 1944 působila jako hostující profesorka psychiatrie na Dukeově univerzitě a do roku 1946 měla soukromou praxi v Severní Karolíně, pak nastoupila na katedru psychiatrie lékařské fakulty Newyorské univrzity, kde se v roce 1969 stala řádnou profesorkou.

## Klinický výzkum
V letech 1928 až 1938 prováděla v bostonské městské nemocnici šetření známých případů encefalitidy a encefalomyelitidy. Studie zahrnovala více než 100 pacientů a jejím cílem bylo přispět k lepšímu poznání těchto chorob.
Významným příspěvkem pro psychologii byla její studie o přeživších požáru nočního klubu Cocoanut Grove, k němuž došlo v roce 1942 v Bostonu. Požár si vyžádal 492 obětí. Adler prováděla po dobu jedenácti měsíců psychiatrická pozorování a sledovala 46 přeživších. Více než polovina z nich vykazovala příznaky celkové nervozity a úzkosti trvající nejméně tři měsíce. Nejvíce posttraumatických psychických komplikací vykazovali přeživší, kteří během události ztratili na krátkou dobu vědomí. Adler  vyslovila teorii, že to bylo způsobeno stresem nebo možnou lézí v mozku v důsledku vystavení oxidu uhelnatému. Stal se tak jedním z prvních neurologů, kteří vytvořili podrobnou dokumentaci tzv. posttraumatické stresové poruchy. Později své poznatky aplikovala na léčbu veteránů druhé světové války.
V pozdějších letech zkoumala spolu s Tracym Jacksonem Putnamem posmrtně mozek ženy s roztroušenou sklerózou a významně tím přispěla k pochopení neurologického základu této nemoci. Ilustrace z jejich článku jsou stále reprodukovány v odborné literatuře o roztroušené skleróze. Jako jedna z prvních žen, které se věnovaly neurologii, vedla neurologické oddělení pro ženy.
Je autorkou řady odborných článků, v nichž se věnovala adlerovským postupům při léčbě schizofrenie, neuróz a poruch osobnosti, používání moderních léků v psychoterapii v padesátých letech 20. století, praxi skupinové terapie a vzniku existencialistické a náboženské psychoterapie v šedesátých letech 20. století.